# 精确制导武器
精确制导武器（Precision-guided weapon）是指具有導引系統，能夠在發射後進行控制，以提供命中率與精確度的各種武器。這種設計使武器能具有最大限度的直接杀伤力，並可減少彈藥的消耗量及平民傷亡。鼻祖是德国的弗里茨 X。
在這一項分類下的武器包括各種飛彈，有導引能力的炸彈，炮彈，火箭，無人機等等。